# Erling Evensen
Erling Evensen, född 29 april 1914, död 31 juli 1998, var en norsk längdskidåkare som tävlade under 1940-talet. Han kom trea på 4 x 10 kilometer stafett under OS i Sankt Moritz 1948. 